# 戊酸雌二醇/醋酸环丙孕酮
戊酸雌二醇/醋酸环丙孕酮（英語：Estradiol valerate/cyproterone acetate，简称：EV/CPA），以克龄蒙（英語：Climen）和Femilar等品牌销售，是戊酸雌二醇（EV，一种雌激素）和醋酸环丙孕酮（CPA，一种孕激素）的组合产品，用于绝经期激素治疗和作为妇女避孕药使用，其为口服药。克龄蒙用于绝经期激素治疗，是一种序贯制剂，含有2毫克EV和1毫克CPA。它是第一个上市的用于绝经期激素治疗的含有CPA的产品，在40多个国家有售。Femilar是一种含雌二醇的避孕药，含有1至2毫克EV和1至2毫克CPA，自1993年以来在芬兰被批准使用。
一项研究发现，单用CPA在0.5毫克/天的剂量下，5名妇女中有3名抑制排卵，在1毫克/天的剂量下，5名妇女中有5名抑制排卵。在一项研究中，108名妇女中有94.4%在第三个治疗周期内发生Femilar的排卵抑制，在另一项研究中，26名妇女在12个治疗周期内几乎100%发生排卵抑制（除了一名妇女在第一个治疗周期内排了卵）。

## 外部連結
- 克龄蒙说明书 （页面存档备份，存于） （简体中文）
- 戊酸雌二醇片（补佳乐/克龄蒙） （页面存档备份，存于）（简体中文）